# マルクス・センプロニウス・トゥディタヌス (紀元前185年の執政官)
マルクス・センプロニウス・トゥディタヌス（ラテン語: Marcus Sempronius Tuditanus、- 紀元前174年）は、紀元前2世紀初頭の、共和政ローマの政務官。紀元前185年に執政官（コンスル）を務めた。

## 出自
トゥディタヌスはプレプス（平民）であるセンプロニウス氏族の出身である。センプロニウス氏族にはパトリキ系もあるが、紀元前4世紀末以降はプレプス系が有力氏族として台頭してくる。紀元前304年にプブリウス・センプロニウス・ソプスが執政官に就任するが、これがプレプス系センプロニウス氏族が歴史に登場する最初の例である。
カピトリヌスのファスティによれば、トゥディタヌスの父のプラエノーメン（第一名、個人名）はマルクス、祖父はガイウスである。紀元前240年の執政官マルクス・センプロニウス・トゥディタヌスの父もガイウスであるが、トゥディタヌスとは年齢が離れすぎている。おそらくは大叔父にあたると思われる。父マルクスは紀元前210年にスキピオ・アフリカヌスの下でトリブヌス・ミリトゥム（高級幕僚）を務めた人物の可能性がある。この場合、トゥディタヌスは紀元前204年の執政官プブリウス・センプロニウス・トゥディタヌスの甥であろう。

## 経歴
紀元前193年、護民官に就任している。この年、同盟市市民を介して融資することで法を回避し、利息が雪だるま式に膨れ上がる手法が問題となり、元老院で検討された結果、トゥディタヌスがラテン人、同盟市市民にもローマ市民と同じ法を適用する法律（センプロニウス法）をプレプス民会決議で制定した。
紀元前189年、プラエトルに就任し、シキリア属州を担当した。翌年、艦隊を率いてローマ市に戻っている。
紀元前185年、同僚のパトリキ執政官はアッピウス・クラウディウス・プルケルと執政官に選出された。両執政官共にリグリアを担当し、プルケルがリグリアの部族と戦っている間に、トゥディタヌスはアプアニ族を攻撃した。ピサの側から進軍し、アペニン山脈の麓を掃討し、敵を山中に追い払い、完全な勝利を収めた。
紀元前184年、ローマ最高の名誉職と言えるケンソル（監察官）選挙に立候補した。選挙前から激しい争いが繰り広げられ、結局4人のプレプスを含む9人が出馬した。プレプス候補はトゥディタヌス、マルクス・フルウィウス・ノビリオル、
マルクス・ポルキウス・カト（大カト）、ティベリウス・センプロニウス・ロングスであった。カトは前年にスキピオ兄弟に対する訴訟に勝利して名声を得ており、カトとパトリキ候補のルキウス・ウァレリウス・フラックスのコンビが前評判が高かった。他の候補者たちも共闘したが、結局カトとフラックスが当選した。
紀元前183年、死去したプブリウス・リキニウス・クラッスス・ディウェスに代わって神祇官（ポンティフェクス）に就任した。紀元前174年、ローマに疫病が流行し、トゥディタヌスもこれに罹って死亡した。他にも同僚のグナエウス・セルウィリウス・カエピオ (紀元前203年の執政官)が死去している。

## 参考資料

### 古代の資料
- ティトゥス・リウィウス『ローマ建国史』
- カピトリヌスのファスティ

### 研究書
- Kvashnin V. State and legal activity of Mark Portia Cato the Elder . - Vologda: Russia, 2004 .-- 132 p.
- Broughton R. Magistrates of the Roman Republic. - New York, 1951. - Vol. I. - P. 600.
- Münzer F. Sempronii Tuditani // Paulys Realencyclopädie der classischen Altertumswissenschaft . - 1923 .-- T. II, 2 . - S. 1440 .
- Münzer F. Sempronius // Paulys Realencyclopädie der classischen Altertumswissenschaft . - 1923 .-- T. II, 2 . - S. 1359-1360 .
- Münzer F. Sempronius 94 // Paulys Realencyclopädie der classischen Altertumswissenschaft . - 1923 .-- T. II, 2 . - S. 1443 .
- Münzer F. Sempronius 95 // Paulys Realencyclopädie der classischen Altertumswissenschaft . - 1923 .-- T. II, 2 . - S. 1443 .